# Rio Buda (Cernul)
O Rio Buda é um rio da Romênia afluente do Rio Cernul, localizado no distrito de Bacău.